# Alicia Melosch
Alicia Melosch (* 18. April 2000) ist eine deutsche Tennisspielerin.

## Karriere
Melosch spielt bislang vor allem auf der ITF Women’s World Tennis Tour, wo sie bislang zwei Titel im Doppel gewinnen konnte.
In der 2. Tennis-Bundesliga spielte sie 2018 für den Großflottbeker THGC.
2023 siegte sie Anfang Juli beim nationalen A2-Turnier Melosch Recycling Open in Pinneberg. Im Oktober gewann sie ihr erstes ITF-Turnier im Doppel.

### College Tennis
Seit dem Frühjahr 2019 spielt sie für das Damentennisteam der Aztecs der San Diego State University.

## Turniersiege

### Doppel
| Nr. | Datum            | Turnier  | Kategorie | Belag     | Partnerin     | Finalgegnerinnen               | Ergebnis   |
| --- | ---------------- | -------- | --------- | --------- | ------------- | ------------------------------ | ---------- |
| 1.  | 28. Oktober 2023 | Monastir | ITF W15   | Hartplatz | Johanna Silva | Tamara Čurović Amelia Waligora | ohne Spiel |
| 2.  | 2. März 2024     | Manacor  | ITF W15   | Hartplatz | Julia Ronney  | Tea Nikčević Kaitlin Quevedo   | 6:3, 6:4   |

## Persönliches
Alicia Melosch ging auf das Gymnasium Schenefeld, machte dort 2018 ihr Abitur und wohnt während ihrer Studienzeit in La Jolla.